# Sand-Hornkraut
Das Sand-Hornkraut (Cerastium semidecandrum), auch Fünfmänniges Hornkraut genannt, ist eine Pflanzenart aus der Gattung Hornkräuter (Cerastium) innerhalb der Familie der Nelkengewächse (Caryophyllaceae).

## Beschreibung

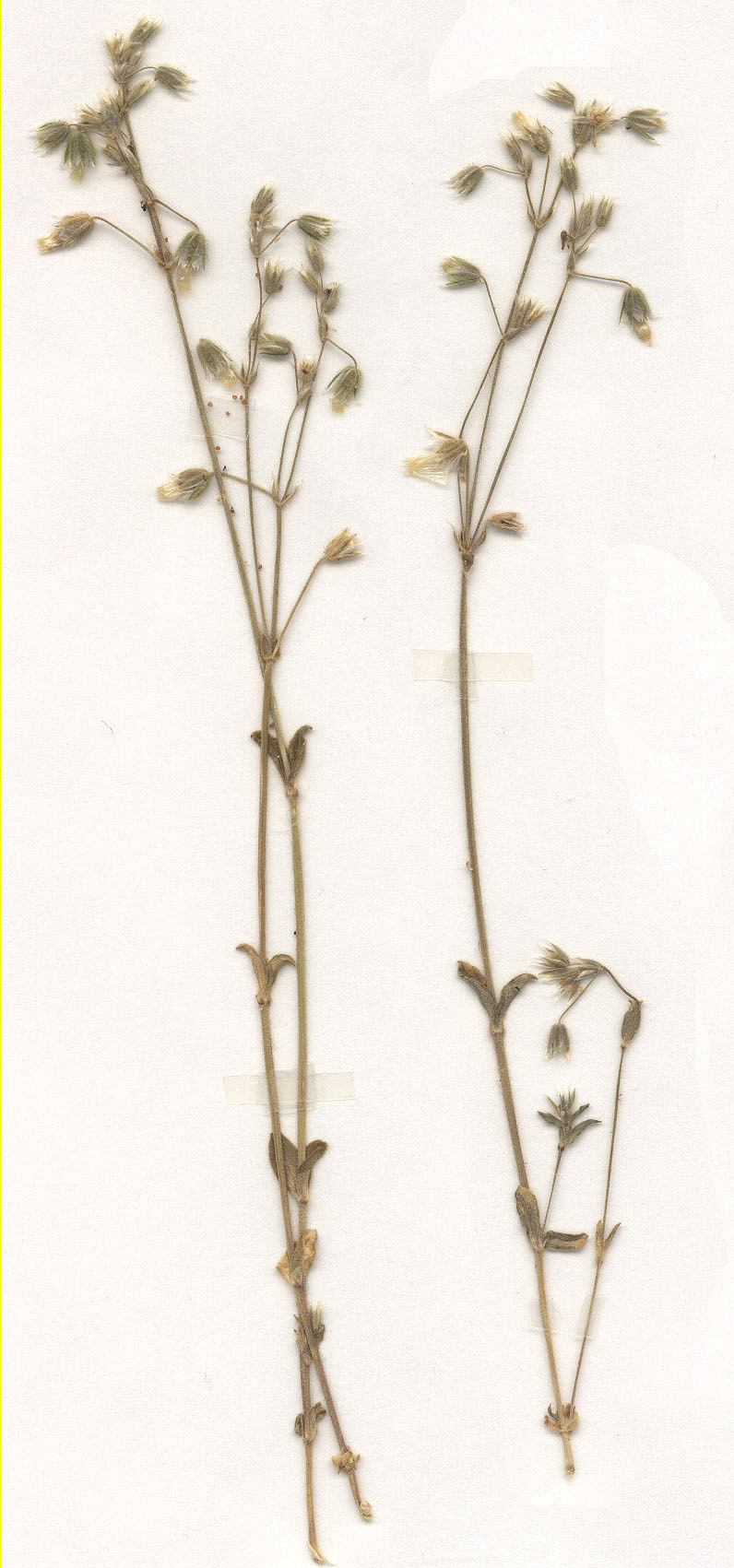
Herbarbeleg

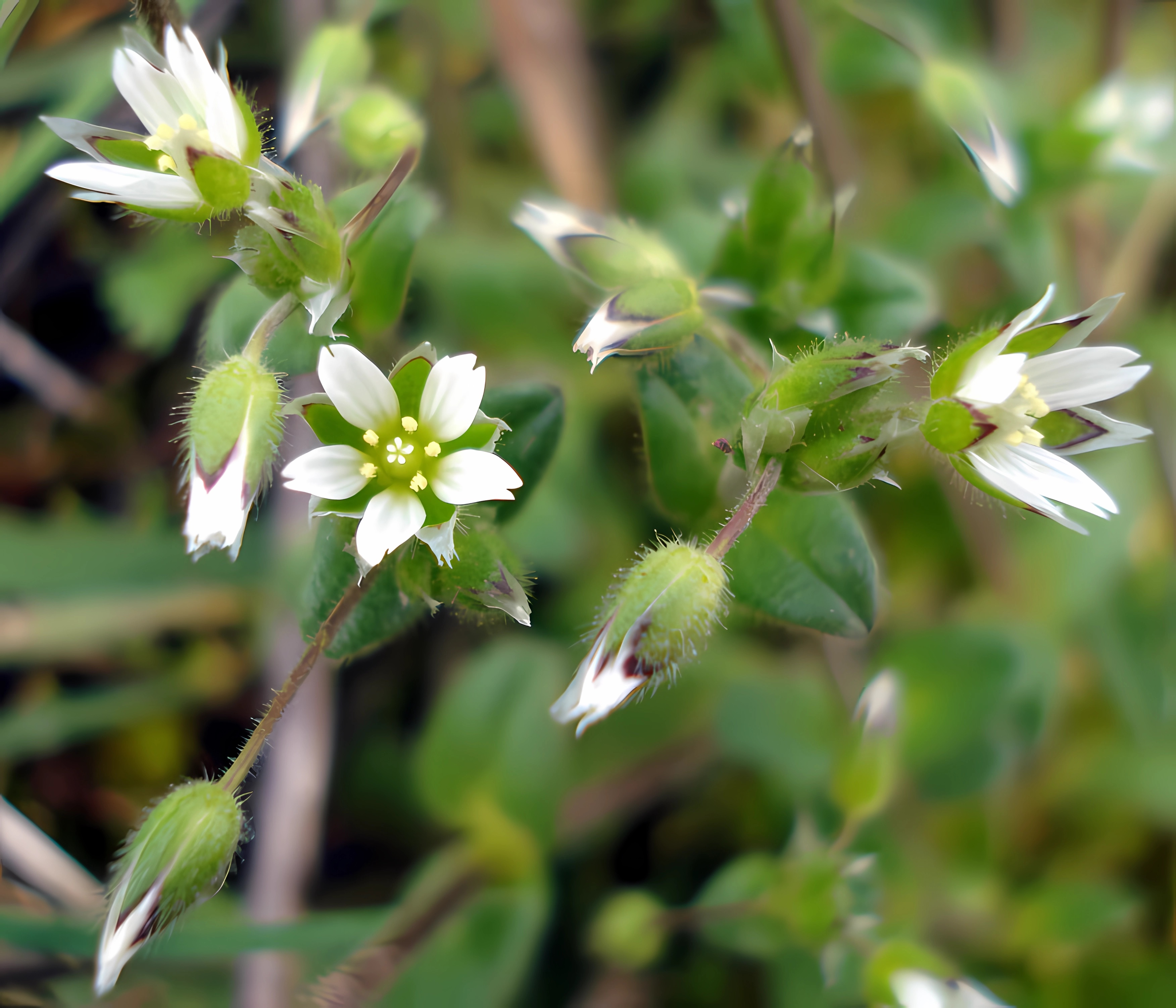
Blütenstand

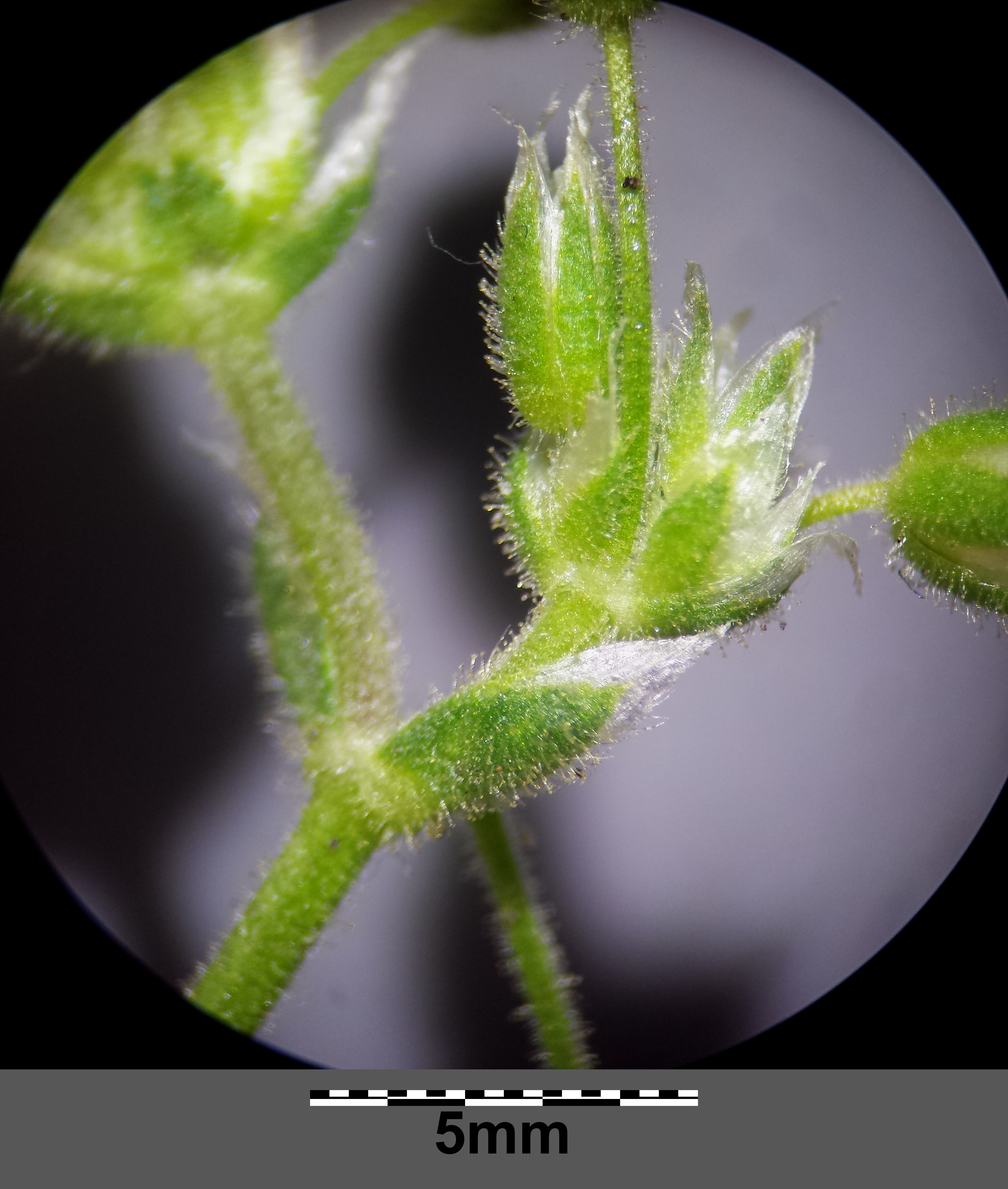
Blütenstand, die Zymentragblätter sind breit hautrandig

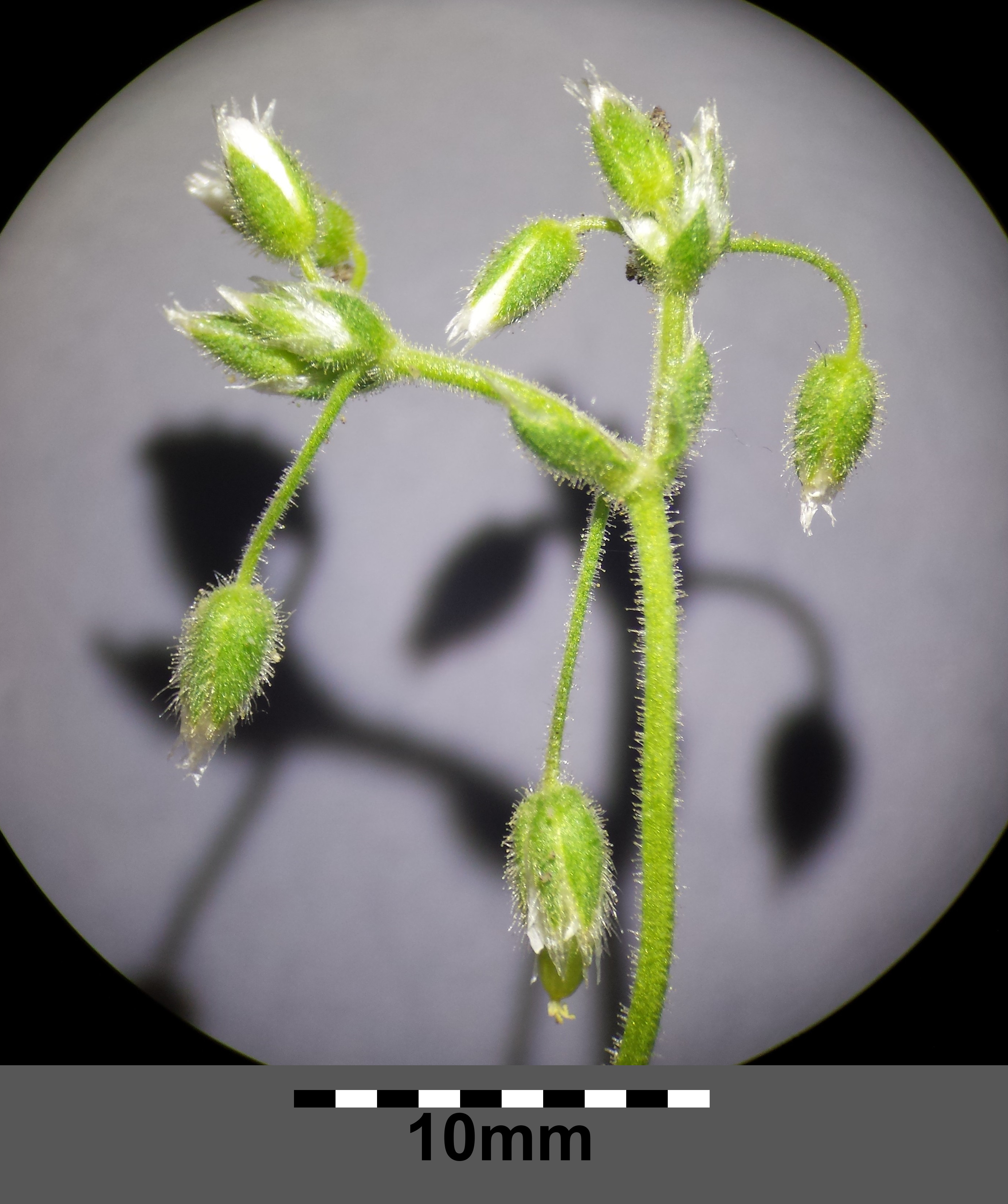
Blüten-/Fruchtstand, die Fruchtstiele sind mehr oder weniger senkrecht nach unten gebogen.

### Vegetative Merkmale
Das Sand-Hornkraut wächst als ein- bis zweijährige krautige Pflanze und erreicht Wuchshöhen von 1 bis 20 Zentimetern. Die oberirdischen Pflanzenteile sind gelb- bis gras-grün und besitzen kurze (bis 0,3 Millimeter lange), meist drüsige Trichome. Es sind keine nichtblühenden Triebe vorhanden. Die Stängel sind meist aufrecht und am Grund verzweigt.
Die gegenständigen Laubblätter sind kaum über 1,5 Zentimeter lang und oval mit stumpfem oder spitzem oberem Ende. Sie vertrocknen rasch.

### Generative Merkmale
Die Blütezeit reicht von März bis Juni. Das unterste Deckblattpaar des Blütenstandes ist breit hautrandig mit nur einem kleinen grünen Mittelfeld, ebenso die Kelchblätter. Der Blütenstand ist einfach bis mehrmals gabelig verzweigt. Die Blütenstiele sind so lang oder wenig länger als der Kelch und nach der Anthese zurückgeschlagen.
Die zwittrigen Blüten sind radiärsymmetrisch und fünfzählig mit doppelter Blütenhülle. Die fünf Kelchblätter sind bei einer Länge von 3 bis 5 Millimetern lanzettlich mit spitzem oberen Ende, breit hautrandig, kurz und am Rand drüsig behaart und an der oft gezähnelten Spitze kahl. Die fünf weißen Kronblätter sind nur auf etwa 1/8 der Länge ausgerandet und sind kürzer als die Kelchblätter. Es ist nur ein Kreis mit fünf fertilen Staubblättern vorhanden, die halb so lang wie die Kronblätter sind.
Die Fruchtstiele sind ein- bis dreimal so lang wie der Kelch und nach der Anthese bis zum Beginn der Reife abwärtsgerichtet und am Grunde gekrümmt. Die Kapselfrucht ist bei einer Länge von 4,5 bis 6,5 Millimetern länglich-walzenförmig und springt mit zehn Zähnen auf. Die gelblich-braunen Samen sind 0,3 bis 0,6 Millimeter lang.
Die Chromosomenzahl beträgt 2n = 36.

## Vorkommen
Cerastium semidecandrum ist ein subatlantisch-submediterranes Florenelement. Cerastium semidecandrum kommt von Süd-Skandinavien bis in den Mittelmeerraum vor und reicht östlich bis Kleinasien, zum Kaukasusraum sowie Russland. Es ist auch in Nordafrika heimisch. In Österreich ist es im pannonischen Gebiet mäßig häufig, ansonsten zerstreut bis selten anzutreffen. In der Schweiz ist es nur an wärmeren Standorten verbreitet zu finden. Das Sand-Hornkraut ist in Deutschland verbreitet und vielerorts häufig. Es steigt in der Schweiz im Vorderrheintal bis 1400 Meter und in Graubünden bei Malix bis 1110 Meter auf.
Das Sand-Hornkraut wächst in Mitteleuropa in lückigen Trockenrasen, auf Äckern und an Wegen. Das Sand-Hornkraut gedeiht meist auf sommertrockenen, mäßig nährstoffreichen, humosen, lockeren Sand- oder Steingrusböden. Es ist ein Sandzeiger. Es ist in Mitteleuropa eine Charakterart des Verbands Sileno conicae-Cerastion semidecandri, kommt aber auch in lückigen Pflanzengesellschaften der Klasse Festuco-Brometea oder des Verbands Aperion vor. Die ökologischen Zeigerwerte nach Landolt et al. 2010 sind in der Schweiz: Feuchtezahl F = 2w (mäßig trocken aber mäßig wechselnd), Lichtzahl L = 4 (hell), Reaktionszahl R = 3 (schwach sauer bis neutral), Temperaturzahl T = 4 (kollin), Nährstoffzahl N = 3 (mäßig nährstoffarm bis mäßig nährstoffreich), Kontinentalitätszahl K = 4 (subkontinental), Salztoleranz = 1 (tolerant).

## Taxonomie
Die Erstveröffentlichung von Cerastium semidecandrum erfolgte 1753 durch Carl von Linné in Species Plantarum, Tomus I, Seite 438. Das Artepitheton „semidecandrus“ = "mit der Hälfte von zehn Staubblättern" beobachtete schon Linné, dass statt der üblichen zehn Staubblätter nur die Hälfte fertil entwickelt ist.

## Ähnliche Arten
Das Ligurische Hornkraut (Cerastium ligusticum Viv.) hat untere Tragblätter, die ohne häutigen Rand sind. Es ist basal verzweigt und überwiegend nur basal beblättert. Cerastium ligusticum kommt im zentralen Mittelmeerraum vor. Es wurde in der Schweiz im Kanton Tessin, im Kanton Wallis und in Baden-Württemberg als Neophyt beobachtet und kommt meist unbeständig vor.